# کوه امونز (آلاسکا)
کوه امونز (به انگلیسی: Mount Emmons) یک منطقهٔ مسکونی در ایالات متحده آمریکا است که در Aleutians East Borough واقع شده‌است. کوه امونز ۱٬۴۳۵٫۹۳ متر بالاتر از سطح دریا واقع شده‌است.